# Marcos Coelho Neto
Marcos Coelho Neto (* 1763 in Villa Rica; † 23. Oktober 1823 ebenda) war ein brasilianischer Komponist.
Coelho Neto war einer der bedeutendsten farbigen Komponisten der brasilianischen Kolonialzeit. Er wirkte in seiner Heimatstadt als Hornist, Trompeter und Komponist. Er komponierte zahlreiche kirchenmusikalische Werke, von denen die Hymne Maria mater gratiae bis heute in Brasilien gesungen wird.
Teilweise ist die Zuschreibung der Werke Coelho Netos unklar, da auch sein Vater, der namensgleiche Hornist und Trompeter Marcos Coelho Neto, Paí (* um 1740 in Villa Rica; † 21. August 1806 ebenda), als Komponist wirkte, so dass bei der Angabe des Komponisten häufig nicht mehr nachvollziehbar ist, welcher von beiden gemeint ist.
| Personendaten    | Personendaten             |
| ---------------- | ------------------------- |
| NAME             | Coelho Neto, Marcos       |
| ALTERNATIVNAMEN  | Coelho Neto filho, Marcos |
| KURZBESCHREIBUNG | brasilianischer Komponist |
| GEBURTSDATUM     | 1763                      |
| GEBURTSORT       | Villa Rica                |
| STERBEDATUM      | 23. Oktober 1823          |
| STERBEORT        | Villa Rica                |